# Europeiska valutaenheten
Den europeiska valutaenheten (engelska: European Currency Unit, ecu) var en valutaenhet vars värde baserade sig på en valutakorg av nationella valutor i medlemsstaterna inom Europeiska gemenskaperna, sedermera Europeiska unionen. Ecun infördes den 13 mars 1979 som en del av Europeiska monetära systemet och ersatte europeiska räkneenheten. Genom Europeiska växelkursmekanismen försökte medlemsstaterna minimera växelkursfluktuationerna mellan ecun och de nationella valutorna.
Valutasymbolen för ecun (₠) bestod av ett ”C” sammanflätat med ett ”E”, vilket var initialerna för Europeiska gemenskaperna på flera europeiska språk. Symbolen användes dock inte i särskilt stor utsträckning, utan istället användes valutakoden XEU av de flesta banker.
Ecun kom aldrig att användas som betalningsmedel i form av sedlar och mynt utan förblev under hela sin existens en valuta endast på pappret. Förutom dess funktion inom växelkursmekanismen användes den av unionens institutioner för redovisningsändamål fram till införandet av euron den 1 januari 1999. Ecu som namn för den planerade gemensamma europeiska valutan hade många franska förespråkare eftersom ”écu” var namnet på ett äldre franskt myntslag. Namnet hade dock svagt stöd bland övriga medlemsstater.
Euron ersatte ecun med förhållandet 1:1 den 1 januari 1999.